# Nicolas Bonaventure Ciattoni
Cartman, nome completo di Nicolas Bonaventure Ciattoni (Corsica, 7 settembre 1978), è un attore e doppiatore francese.
Ha raggiunto la notorietà per aver dato la voce al Principe Betameche nel film Arthur e il popolo dei Minimei.

## Filmografia parziale

### Doppiatore
- Arthur e il popolo dei Minimei (2006)
- Arthur e la vendetta di Maltazard (2009)